# 2011年のアメリカグランプリ (ロードレース)
2011年のアメリカグランプリは、ロードレース世界選手権の2011年シーズン第10戦として、7月22日から24日までアメリカ合衆国カリフォルニア州のラグナ・セカで開催された。

## 概要
例年どおり最高峰MotoGPクラスのみがおこなわれ、地元AMAの選手権との併催となった。今回はそのAMA勢からベン・ボストロムがLCRホンダチームからワイルドカード枠でエントリーした。
土曜日の予選ではポイントランキング2位のホルヘ・ロレンソがシーズン2度目となるポールポジションを獲得、2番手にはポイントリーダーのケーシー・ストーナー、3番手には前戦の勝者ダニ・ペドロサが続いた。プラマック・ドゥカティのランディ・ド・プニエは予選中に転倒を喫し腰椎を骨折、決勝は欠場となった。
日曜日の決勝レース、スタートからロレンソがトップを維持していたが、僅差の2位で様子をうかがっていたストーナーが27周目にトップに立つと、1周1秒近く速いラップタイムで一気にロレンソを突き放してシーズン5勝目を挙げた。この結果ポイントランキングでは、ストーナーがロレンソに対し20ポイントとリードを広げた。

## MotoGPクラス決勝結果
| 順位 | No | ライダー                     | マニュファクチャラー | 周回 | タイム/リタイヤ | グリッド | ポイント |
| ---- | -- | ---------------------------- | -------------------- | ---- | --------------- | -------- | -------- |
| 1    | 27 | ケーシー・ストーナー         | ホンダ               | 32   | 43:52.545       | 2        | 25       |
| 2    | 1  | ホルヘ・ロレンソ             | ヤマハ               | 32   | +5.634          | 1        | 20       |
| 3    | 26 | ダニ・ペドロサ               | ホンダ               | 32   | +9.467          | 3        | 16       |
| 4    | 11 | ベン・スピーズ               | ヤマハ               | 32   | +20.562         | 4        | 13       |
| 5    | 4  | アンドレア・ドヴィツィオーゾ | ホンダ               | 32   | +20.885         | 6        | 11       |
| 6    | 46 | バレンティーノ・ロッシ       | ドゥカティ           | 32   | +30.351         | 7        | 10       |
| 7    | 69 | ニッキー・ヘイデン           | ドゥカティ           | 32   | +31.031         | 9        | 9        |
| 8    | 5  | コーリン・エドワーズ         | ヤマハ               | 32   | +45.502         | 11       | 8        |
| 9    | 8  | エクトル・バルベラ           | ドゥカティ           | 32   | +51.549         | 8        | 7        |
| 10   | 7  | 青山博一                     | ホンダ               | 32   | +1:08.850       | 14       | 6        |
| 11   | 17 | カレル・アブラハム           | ドゥカティ           | 32   | +1:09.132       | 13       | 5        |
| 12   | 65 | ロリス・カピロッシ           | ドゥカティ           | 31   | +1 lap          | 15       | 4        |
| 13   | 24 | トニ・エリアス               | ホンダ               | 31   | +1 lap          | 16       | 3        |
| Ret  | 19 | アルバロ・バウティスタ       | スズキ               | 13   | アクシデント    | 12       |          |
| Ret  | 23 | ベン・ボストロム             | ホンダ               | 8    | アクシデント    | 17       |          |
| Ret  | 58 | マルコ・シモンチェリ         | ホンダ               | 6    | アクシデント    | 5        |          |
| Ret  | 35 | カル・クラッチロー           | ヤマハ               | 3    | アクシデント    | 10       |          |
| DNS  | 14 | ランディ・ド・プニエ         | ドゥカティ           |      | 負傷            |          |          |